# Àrea verda
L'àrea verda és un sistema de regulació de l'estacionament al carrer implantat per l'Ajuntament de Barcelona a la ciutat l'any 2005. La implantació de l'àrea verda comporta, a més, un seguit de mesures per a millorar l'ordenació de l'espai viari en benefici dels vianants. Totes les places d'aparcament regulades als barris on s'ha implantat són de pagament, amb tarifes diferenciades per veïns i visitants.